# Rugby Europe Championship 2020
Rugby Europe Championship – pierwszy poziom rozgrywek w ramach czwartego w historii sezonu Rugby Europe International Championships. W porównaniu z poprzednią edycją spadkowicza – Niemcy – zastąpił zwycięzca barażu, reprezentacja Portugalii.
Z powodu pandemii COVID-19 ostatnia runda spotkań nie odbyła się w planowanym wcześniej terminie, a mecze ostatecznie rozpisano na 7 lutego 2021 r. Spotkanie pomiędzy Rumunią a Belgią zostało poddane przez gości walkowerem, jako że belgijskie władze nie zezwoliły na podróż reprezentacji do Rumunii.
Mistrzostwo obroniła reprezentacja Gruzji, która wygrała wszystkie pięć spotkań, zdobywając przy tym 24 punkty na 26 możliwych.

## Tabela
|   | Drużyna    | Mecze | Wygrane | Remisy | Przegrane | Bilans punktów | Różnica | Punkty dodatkowe | Punkty |
| - | ---------- | ----- | ------- | ------ | --------- | -------------- | ------- | ---------------- | ------ |
| 1 | Gruzja     | 5     | 5       | 0      | 0         | 197:60         | +137    | 4                | 24     |
| 2 | Hiszpania  | 5     | 3       | 0      | 2         | 103:93         | +10     | 1                | 13     |
| 3 | Rumunia    | 5     | 2       | 0      | 3         | 101:102        | −1      | 2                | 10     |
| 4 | Portugalia | 5     | 2       | 0      | 3         | 98:111         | −13     | 1                | 9      |
| 5 | Rosja      | 5     | 2       | 0      | 3         | 82:128         | −46     | 0                | 8      |
| 6 | Belgia     | 5     | 1       | 0      | 4         | 84:171         | −87     | 3                | 7      |

## Spotkania
| 1 lutego 202014:00 MSK (UTC+3) | Rosja             | 12:31(7:14) | Hiszpania                                                                                    | Stadion Olimpijski „Fiszt”, Soczi Widzów: 8237 Sędzia: Andrea Piardi |
| 1 lutego 202014:00 MSK (UTC+3) | Gajsin 12 (2P pd) | 12:31(7:14) | Linklater 9 (P 2pd), del Hoyo 5 (P), Jorba 5 (P), Quercy 5 (P), Sánchez 5 (P), Rabago 2 (pd) | Stadion Olimpijski „Fiszt”, Soczi Widzów: 8237 Sędzia: Andrea Piardi |

| 1 lutego 202015:00 WET (UTC+2) | Portugalia                                     | 23:17(14:0) | Belgia                                                       | Estádio Universitário, Lizbona Widzów: 955 Sędzia: Sam Grove-White |
| 1 lutego 202015:00 WET (UTC+2) | Antunes 13 (2pd 3K), Pinto 5 (P), Vareta 5 (P) | 23:17(14:0) | De Molder 5 (P), A. Williams 5 (pd K), karne przyłożenie – 7 | Estádio Universitário, Lizbona Widzów: 955 Sędzia: Sam Grove-White |
| 1 lutego 202015:00 WET (UTC+2) | Granate                                        | 23:17(14:0) |                                                              | Estádio Universitário, Lizbona Widzów: 955 Sędzia: Sam Grove-White |

| 1 lutego 202018:00 GET (UTC+4) | Gruzja                                                                                        | 41:13(8:6) | Rumunia             | Stadion im. Borisa Paiczadze, Tbilisi Widzów: 20 000 Sędzia: Tom Foley |
| 1 lutego 202018:00 GET (UTC+4) | Abżandadze 16 (P 4pd K), Kaczarawa 10 (2P), Czkoidze 5 (P), Gigaszwili 5 (P), Modebadze 5 (P) | 41:13(8:6) | Vlaicu 13 (P pd 2K) | Stadion im. Borisa Paiczadze, Tbilisi Widzów: 20 000 Sędzia: Tom Foley |

| 8 lutego 202015:00 CET (UTC+1) | Belgia                                                                                             | 38:12(10:12) | Rosja                                      | Stade Fallon, Woluwe-Saint-Lambert Widzów: 2500 Sędzia: Szota Tewzadze |
| 8 lutego 202015:00 CET (UTC+1) | A. Williams 13 (5pd K), Berger 5 (P), Decubber 5 (P), Dienst 5 (P), Jadot 5 (P), Verschelden 5 (P) | 38:12(10:12) | Jełgin 5 (P), Sozonow 5 (P), Gajsin 2 (pd) | Stade Fallon, Woluwe-Saint-Lambert Widzów: 2500 Sędzia: Szota Tewzadze |
| 8 lutego 202015:00 CET (UTC+1) | Massimi                                                                                            | 38:12(10:12) |                                            | Stade Fallon, Woluwe-Saint-Lambert Widzów: 2500 Sędzia: Szota Tewzadze |

| 8 lutego 202015:00 WET (UTC+2) | Portugalia                          | 22:11(17:6) | Rumunia                         | Complexo Desportivo, Caldas da Rainha Widzów: 2500 Sędzia: Ludovic Cayre |
| 8 lutego 202015:00 WET (UTC+2) | Antunes 17 (2P 2pd K), Tadjer 5 (P) | 22:11(17:6) | Vlaicu 6 (2K), Simionescu 5 (P) | Complexo Desportivo, Caldas da Rainha Widzów: 2500 Sędzia: Ludovic Cayre |
| 8 lutego 202015:00 WET (UTC+2) | Ser                                 | 22:11(17:6) |                                 | Complexo Desportivo, Caldas da Rainha Widzów: 2500 Sędzia: Ludovic Cayre |

| 9 lutego 202012:45 CET (UTC+1) | Hiszpania                  | 10:23(5:23) | Gruzja                                                                  | Estadio Nacional Complutense, Madryt Widzów: 8000 Sędzia: Craig Evans |
| 9 lutego 202012:45 CET (UTC+1) | Vicente 5 (P), Pinto 5 (P) | 10:23(5:23) | Abżandadze 8 (pd 2K), Czilaczawa 5 (P), Mamukaszwili 5 (P), Todua 5 (P) | Estadio Nacional Complutense, Madryt Widzów: 8000 Sędzia: Craig Evans |

| 22 lutego 202014:00 EET (UTC+2) | Rumunia                            | 24:7(6:0) | Hiszpania                     | Stadionul Municipal, Botoszany Widzów: 1500 Sędzia: Nika Amaszukeli |
| 22 lutego 202014:00 EET (UTC+2) | Vlaicu 14 (pd 4K), Melinte 10 (2P) | 24:7(6:0) | Nueno 5 (P), Linklater 2 (pd) | Stadionul Municipal, Botoszany Widzów: 1500 Sędzia: Nika Amaszukeli |
| 22 lutego 202014:00 EET (UTC+2) | Pungea · Savin · Ser               | 24:7(6:0) | Blanco                        | Stadionul Municipal, Botoszany Widzów: 1500 Sędzia: Nika Amaszukeli |

| 22 lutego 202015:00 GET (UTC+4) | Gruzja | 78:6(33:6) | Belgia             | AIA Arena, Kutaisi Widzów: 5000 Sędzia: Cristian Șerban |
| 22 lutego 202015:00 GET (UTC+4) | Tabucadze 20 (4P), Abżandadze 16 (8pd), Dzeladze 10 (2P), Karkadze 5 (P), Matiaszwili 5 (P), Begadze 5 (P), Gorgadze 5 (P), Tchilaiszwili 5 (P), karne przyłożenie – 7 | 78:6(33:6) | De Moffarts 6 (2K) | AIA Arena, Kutaisi Widzów: 5000 Sędzia: Cristian Șerban |
| 22 lutego 202015:00 GET (UTC+4) | Vassart | 78:6(33:6) |                    | AIA Arena, Kutaisi Widzów: 5000 Sędzia: Cristian Șerban |

| 22 lutego 202015:00 KSK (UTC+2) | Rosja                            | 19:18(19:7) | Portugalia                                     | Stadion Kaliningrad, Królewiec Widzów: 12 000 Sędzia: Iñigo Atorrasagasti |
| 22 lutego 202015:00 KSK (UTC+2) | Gajsin 14 (P 3K), Ostrikow 5 (P) | 19:18(19:7) | Antunes 8 (pd 2K), Appleton 5 (P), Pinto 5 (P) | Stadion Kaliningrad, Królewiec Widzów: 12 000 Sędzia: Iñigo Atorrasagasti |
| 22 lutego 202015:00 KSK (UTC+2) | Lima                             | 19:18(19:7) |                                                | Stadion Kaliningrad, Królewiec Widzów: 12 000 Sędzia: Iñigo Atorrasagasti |

| 7 marca 202015:00 MSK (UTC+3) | Rosja                                                                                    | 32:25(20:13) | Rumunia                                                             | Stadion Kubań, Krasnodar Widzów: 3100 Sędzia: Dan Jones |
| 7 marca 202015:00 MSK (UTC+3) | Gajson 10 (2pd 2K), Kusznariow 7 (P pd), Gołosnicki 5 (P), Magomiedow 5 (P), Zykow 5 (P) | 32:25(20:13) | Vlaicu 8 (pd 2K), Melinte 7 (P pd), Maliepo 5 (P), Simionescu 5 (P) | Stadion Kubań, Krasnodar Widzów: 3100 Sędzia: Dan Jones |
| 7 marca 202015:00 MSK (UTC+3) | Chirică · Neagu                                                                          | 32:25(20:13) |                                                                     | Stadion Kubań, Krasnodar Widzów: 3100 Sędzia: Dan Jones |

| 7 marca 202015:00 CET (UTC+1) | Belgia                                                | 23:30(7:13) | Hiszpania                                                         | Stade Fallon, Woluwe-Saint-Lambert Widzów: 3000 Sędzia: Sean Gallagher |
| 7 marca 202015:00 CET (UTC+1) | A. Williams 13 (2pd dg 2K), Benoy 5 (P), Dienst 5 (P) | 23:30(7:13) | Castiglioni 10 (2P), Rabago 10 (2pd 2K), Nieto 5 (P), Pinto 5 (P) | Stade Fallon, Woluwe-Saint-Lambert Widzów: 3000 Sędzia: Sean Gallagher |
| 7 marca 202015:00 CET (UTC+1) | De Molder                                             | 23:30(7:13) |                                                                   | Stade Fallon, Woluwe-Saint-Lambert Widzów: 3000 Sędzia: Sean Gallagher |

| 7 marca 202016:00 CET (UTC+1) | Portugalia                                    | 24:39(14:17) | Gruzja | Stade Jean-Bouin, Paryż Widzów: 2000 Sędzia: Ben Blain |
| 7 marca 202016:00 CET (UTC+1) | Antunes 14 (P 3pd K), Belo 5 (P), Pinto 5 (P) | 24:39(14:17) | Matiaszwili 7 (P pd), Gorgadze 5 (P), Kaczarawa 5 (P), Mamukaszwili 5 (P), Saginadze 5 (P), Tapladze 5 (P), karne przyłożenie – 7 | Stade Jean-Bouin, Paryż Widzów: 2000 Sędzia: Ben Blain |
| 7 marca 202016:00 CET (UTC+1) | Tapladze                                      | 24:39(14:17) | | Stade Jean-Bouin, Paryż Widzów: 2000 Sędzia: Ben Blain |

| 7 lutego 202111:15 EET (UTC+2) | Rumunia | 28:0 (wo.) | Belgia | Stadion im. Iona Oblemenki, Krajowa |
| 7 lutego 202111:15 EET (UTC+2) |         | 28:0 (wo.) |        | Stadion im. Iona Oblemenki, Krajowa |

| 7 lutego 202115:00 GET (UTC+4) | Gruzja                                  | 16:7(0:0) | Rosja                         | Stadion im. Micheila Meschiego, Tbilisi Sędzia: Paulo Duarte |
| 7 lutego 202115:00 GET (UTC+4) | Abżandadze 11 (pd 3K), Lobżanidze 5 (P) | 16:7(0:0) | Fiedotko 5 (P), Gajsin 2 (pd) | Stadion im. Micheila Meschiego, Tbilisi Sędzia: Paulo Duarte |
| 7 lutego 202115:00 GET (UTC+4) | Modebadze                               | 16:7(0:0) |                               | Stadion im. Micheila Meschiego, Tbilisi Sędzia: Paulo Duarte |

| 7 lutego 202112:35 CET (UTC+1) | Hiszpania                                       | 25:11(6:5) | Portugalia                  | Estadio Nacional Complutense, Madryt Widzów: 0 Sędzia: Chris Busby |
| 7 lutego 202112:35 CET (UTC+1) | Güemes 15 (P 2pd 2K), Gibouin 5 (P), Goia 5 (P) | 25:11(6:5) | Antunes 6 (2K), Marta 5 (P) | Estadio Nacional Complutense, Madryt Widzów: 0 Sędzia: Chris Busby |
| 7 lutego 202112:35 CET (UTC+1) | Sánchez                                         | 25:11(6:5) |                             | Estadio Nacional Complutense, Madryt Widzów: 0 Sędzia: Chris Busby |